# دمیترو ژدانکوف
دمیترو ژدانکوف (اوکراینی: Дмитро Сергійович Жданков؛ زادهٔ ۱۸ نوامبر ۱۹۸۴) بازیکن فوتبال اهل اوکراین است.
از باشگاه‌هایی که در آن بازی کرده‌است می‌توان به باشگاه فوتبال متالیست خارکوف اشاره کرد.
وی همچنین در تیم ملی فوتبال Ukraine U-19 بازی کرده‌است.